# Escudo de Escalante (Cantabria)
El escudo de Escalante es uno de los símbolos del municipio español de Escalante en Cantabria, junto a su bandera. Dicho escudo queda organizado de la manera siguiente: de gules, el león rampante de oro y, en punta, ondas de plata y azur. El escudo se timbra con la corona real española.
El escudo fue adoptado en sesión plenaria celebrada por el Ayuntamiento siendo autorizado por el Ministerio de Administración Territorial  el día 1 de octubre de 1982, previo informe favorable emitido por la Real Academia de la Historia.